# Canjala
Canjala é uma comuna angolana. Pertence ao município do Lobito, na província de Benguela.